# ويلف كارتر (لاعب كرة قدم)
ويلف كارتر (بالإنجليزية: Wilf Carter)‏ هو لاعب كرة قدم بريطاني، ولد في 4 أكتوبر 1933 في ويست مدلاندز في المملكة المتحدة، وتوفي في 4 أغسطس 2013 في باث في المملكة المتحدة بسبب سرطان. لعب مع نادي إكزتر سيتي ونادي بليموث أرجايل ووست بروميتش ألبيون.